# La Puerta de Segura
La Puerta de Segura és un municipi a la província de Jaén (Andalusia). Segons el cens elaborat per l'Institut Nacional d'Estadística d'Espanya posseïa 2.646 habitants. Gran part del seu terme municipal es troba dins del Parc Natural de la Sierra de Cazorla.